# Nußdorf (Überlingen)
Nußdorf is een plaats in de Duitse gemeente Überlingen, deelstaat Baden-Württemberg, en telt 1293 inwoners (2006-10).

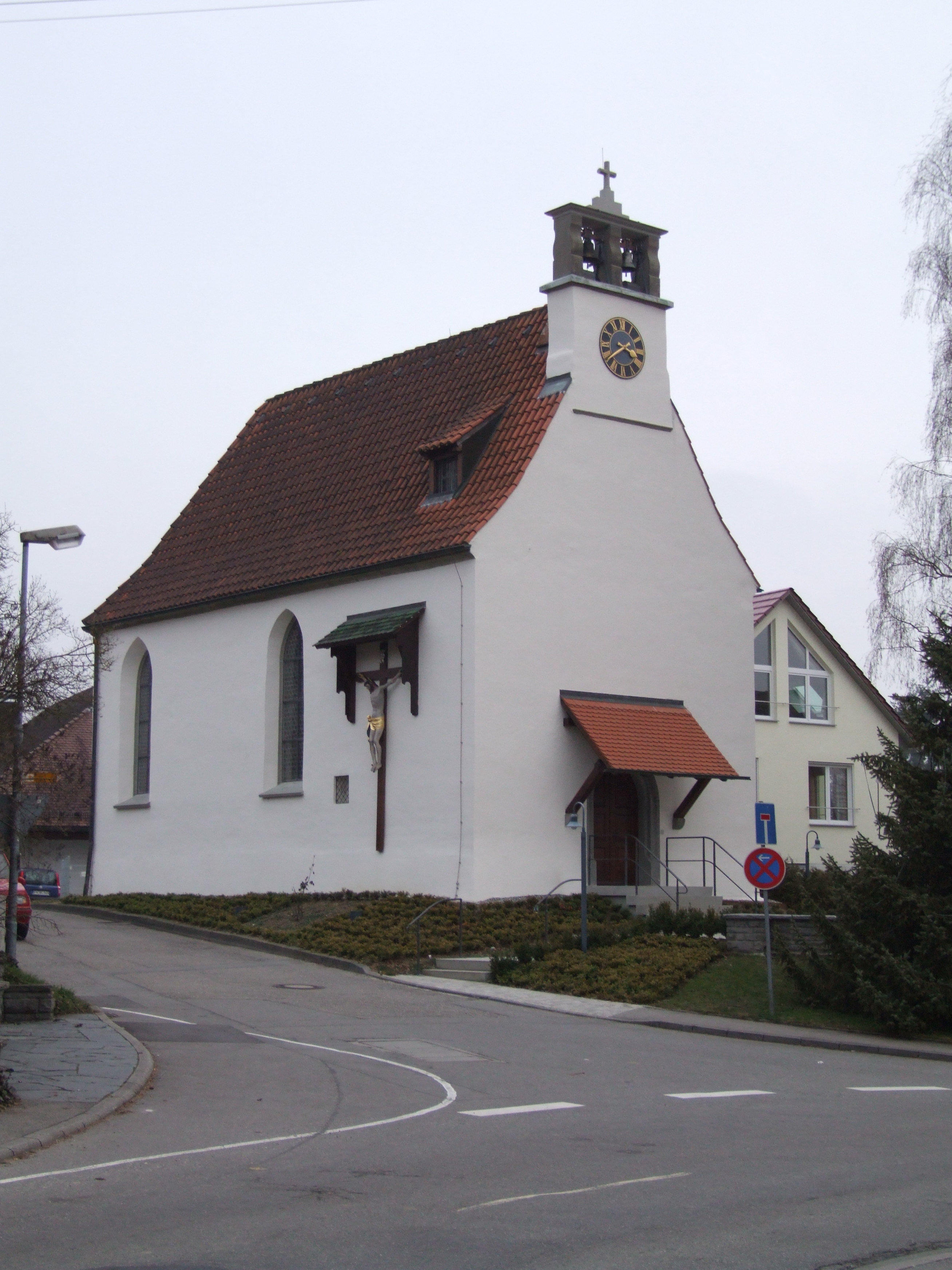
Kapel St. Cosmas und Damian